# Xavier Mathiot
Pas d'image ? Cliquez ici
Xavier Mathiot, né le 12 novembre 1944 est un ancien pilote automobile français.

## Carrière
Xavier Mathiot a débuté comme pilote de course amateur en 1967 au Trophée d'Auvergne et a terminé 23e au classement général au volant d'une BMW 2000. Après plusieurs autres courses locales de GT et de voitures de sport en France, il devient pilote de course professionnel en 1969. Il est le premier pilote d'usine de Gérard Welter et de sa nouvelle équipe de course, le Welter Racing. Il dispute ainsi la première course de l'histoire de cette écurie en 1969 sur le Circuit de Nevers Magny-Cours. Sur la P69, il termine 8e au classement général d'une course comptant pour le championnat de France des voitures de sport. 
Après deux années supplémentaires chez Welter, Mathiot débute en monoplace en 1972. Il court pendant quatre ans en Formule Renault. Il connait sa meilleure saison en 1974 lorsqu'il termine 8e au championnat sur une Martini MK14. Cependant, à l'issue de ces quatre saisons, l'accès à une catégorie supérieure de monoplace ne semble hélas plus possible pour lui. Il retourne alors dans le Welter Racing en 1976. Cette année là, il fait ses débuts aux 24 Heures du Mans. Le trio Claude Ballot-Léna, Guy Chasseuil et Xavier Mathiot a malheureusement abandonné prématurément la course sur une panne de radiateur. Au Mans, son meilleur classement au général est 13e en 1981. À la fin de cette année là, il se retire du sport automobile. 

## Résultas aux24 Heures du Mans
| Année | Team                             | Voiture   | Équipier      | Équipier           | Classement | Cause d'abandon    |
| ----- | -------------------------------- | --------- | ------------- | ------------------ | ---------- | ------------------ |
| 1976  | Ecurie Batteries-Piles TS        | WM P76    | Guy Chasseuil | Claude Ballot-Léna | Abandon    | Panne de radiateur |
| 1977  | WM A.E.RE.M.                     | WM P76    | Max Mamers    | Jean-Daniel Raulet | 15e        |                    |
| 1978  | WM A.E.R.E.M Team Esso Aseptogyl | WM P78    | Marc Sourd    | Christian Debias   | Abandon    | Accident           |
| 1981  | WM A.E.R.E.M                     | WM P79/80 | Denis Morin   | Charles Mendez     | 13e        |                    |